# Mal mac Rochraide
Mal mac Rochraide, est un Ard ri Erenn légendaire d’Irlande qui aurait régné trois ans de 106 à 110 apr. J.-C. selon les dates traditionnelles des Annales des quatre maîtres.

## Biographie
Fils de Rochridhe mac Fiachadh et descendant du héros légendaire Conall Cernach, il est selon les légendes pseudo historiques médiévales irlandaises roi d’Ulaid puis Ard ri Erenn.
Il obtient le trône d’Ard ri Erenn après avoir tué Tuathal Techtmar à Mag Line sur la colline de Ceanngubha où se trouvent les sources des deux rivières Ollar et Ollarbha , (Moylinny) près de Larne dans le (Comté d'Antrim). Il règne quatre ans à la fin desquels il est lui-même tué par Fedlimid Rechtmar le fils de son prédécesseur.
Le Lebor Gabála Érenn synchronise son règne avec celui de l’empereur romain Antonin le Pieux (138-161). La chronologie de Geoffrey Keating dans le Foras Feasa ar Éirinn lui assigne un règne entre 100-104.

## Postérité
Selon les généalogies légendaires il est le père de 
- Breasal mac Mal roi d’Ulaid, le grand-père de Tipraiti Tireach mac Breasal et l’ancêtre des rois de Dál nAraidi ultérieurs.

## Sources
- (en) Cet article est partiellement ou en totalité issu de l’article de Wikipédia en anglais intitulé « Mal mac Rochride » (voir la liste des auteurs), édition du 23 avril 2009.
- Edel Bhreathnach, Editor Four Courts Press for The Discovery Programme Dublin (2005)The kingship and landscape of Tara’’.